# Abhandlungen der Naturforschenden Gesellschaft zu Halle
Abhandlungen der Naturforschenden Gesellschaft zu Halle (abreviado Abh. Naturf. Ges. Halle) fue una revista científica con ilustraciones y descripciones botánicas que fue publicada en Halle en dos series desde 1854 hasta 1919.

## Publicación
- 1ª serie Vols. 1-25, 1854-1906;
- N.S. vols. 1-7, 1912-1919